# Цинь (царство)

Иероглиф Цинь

Цинь (кит. трад. 秦, пиньинь Qín) — царство в древнем Китае, которое сначала было удельным княжеством, а потом смогло объединить Китай. Существовало с 771 до н. э. по 221 до н. э. в эпоху формального правления династии Чжоу в периоды Весны и Осени и Сражающихся царств. Правящая семья носила фамилию Ин (кит. 嬴).

## Ранняя история

### Легендарные основатели династии
Сыма Цянь прослеживает род династии от легендарного императора Чжуаньсюя. Один из предков, Давэй, помогал Великому Юю бороться с наводнением, и Шунь пожаловал ему фамилию Ин.
За время эпох Ся и Шан клан Ин разделился на две ветви:
- западная ветвь, которая жила в Цюаньцю (犬丘 — «собачий холм») — в настоящее время Лисянь — над долиной реки Вэйхэ
- восточная ветвь, которая жила на реке Хуанхэ, от этой ветви произошли правители Чжао.

Западная ветвь с IX века до н. э. получила признание Чжоуского двора. Младший сын линии, Фэйцзы, настолько впечатлил чжоуского Сяо-вана своими навыками коневодства, что был награжден владением в долине Цинь (современные уезды Циншуй и Чжанцзячуань-Хуэй в Ганьсу) к северо-востоку от Цюаньцю, и женился на царской дочери. Административный центр был назван «Циньи» (в настоящее время Цинтинчжэнь). Обе ветви западного клана Инь жили среди племен жунов — временами сражаясь, а временами скрепляя отношения с их правящей верхушкой браками.
Как предполагает Мэн Вэнь-тун, первые правители наследственного владения Цинь были выходцами из племени цюаньжунов.
В 771 году до н. э. поднялось восстание, которое сопровождалось походом жунов на столицу Чжоу, в результате столица Хао пала. Циньский принц сопровождал со своими войсками царя Пин-вана при его переселении в новую столицу на востоке (Лоян).
Будущий Сян-гун получил в награду титул бо, и ван обещал, что все земли Чжоу, которые он отвоюет назад от жунов, будут принадлежать Цинь. Это вдохновило правителя Цинь и его потомков, которые развернули систематическую кампанию против жунов, в результате им удалось существенно расширить свою территорию, отвоевав у жунов прежние земли западного Чжоу.
Поначалу княжество Цинь находилось далеко на западе вдали от центральных княжеств, и значительную часть населения составляли жуны и ди, поэтому княжество считалось полуварварским.

### Расцвет вПериод Вёсен и Осеней
Царство Цинь граничило на востоке с Цзинь и соприкасалось на юге-востоке с Чу, с трёх сторон Цинь было окружено варварами (жунами). Основные отношения у царства Цинь внутри чжоуского мира были с царством Цзинь(晋) — чередовались пакты о дружбе и союзы и войны мести. Во время правления циньского Му-гуна царство Цзинь во главе с Сянь-гуном доминировало, после смерти Сянь-гуна разразилась борьба за престол между его сыновьями, и царство Цзинь ослабло.
Во время правления цзиньского Вэй-гуна (晋惠公) (в 648 до н. э.) в царстве Цзинь наступил голод и цзиньцы стали просить у Цинь поставок зерна. Хотя сановник Пэй Бао рекомендовал воспользоваться слабостью соседа и напасть на него, Му-гун последовал совету знаменитого своей мудростью и гуманностью первого министра Байли и послал крупную партию продовольствия и сельскохозяйственных орудий в помощь Цзинь. Однако стремление Цинь к добрососедским отношениям не встретило поддержки в Цзинь: когда два году спустя (в 646 до н. э.) голод наступил в Цинь и циньцы стали просить зерна у Цзинь, там не только не вспомнили о ранее оказанной помощи, но и напали на Цинь. Армия Цинь должна была перегруппироваться с западного фронта на восточный и Му-гуну в 645 до н. э. в ожесточенном сражении удалось нанести полное поражение неблагодарным цзиньцам, взяв их правителя И-у в плен. Му-гун по просьбе своей жены, старшей сестры И-у, пощадил цзиньского правителя, хотя собирался принести его в жертву Верховному владыке Шан-ди. По версии Го юй Му-гун отказался казнить И-у после совещания с министрами, придя к выводу, что выгоднее оставить пленника в живых. В любом случае царство Цзинь было вынуждено в качестве территориальных репараций отдать земли к западу от Хуанхэ, а также оставить в заложниках наследника престола Юя. Правитель Цинь обращался с заложником соответственно с его царственным статусом и даже женил на девушке из своего рода.
Однако наследник Юй после смерти отца бежал в Цзинь, опасаясь того, что он будет обойден в занятии престола кем-либо из своих многочисленных братьев и в результате конфликт между Цинь и Цзинь возник с новой силой. Во время операции против Цзинь правитель Му-гун получил известие, что один из сыновей Вэй-гуна Чунэр (重耳), скрывается в царстве Чу. Проконсультировавшись со своими министрами, он пригласил Чунэра в Цинь. При помощи циньских войск цзиньский Вэй-гун был свергнут, и Чунэр был возведён на трон как Вэнь-гун (晋文公). Отношения между царствами стабилизировались, и Цинь снова отвело войска на запад для завоевания жунских земель.
После смерти цзиньского Вэнь-гуна в 628 году до н. э. Му-гун подготовил атаку на царство Чжэн(鄭), но про план узнали царства Цзинь и Чжэн. Новый цзиньский правитель Сян-гун (晋襄公) собрал войско против Цинь. Битва при Яо (肴） (сегодня Лонин, Хэнань) привела к тяжёлому поражению циньской армии. Через три года Му-гун смог взять реванш и нанёс поражение армии Цзинь. Однако, организовав ритуальное сожжение погибших солдат в битве при Яо, Му-гун снова переключился на запад, сфокусировавшись на покорении варваров и экспансии в западном направлении. Му-гуна вносят в списки гегемонов эпохи Весны и Осени за заслуги в борьбе с варварами.
В дальнейшем отношения между Цинь и Цзинь в основном были мирными, поскольку в Цзинь нарастал внутренний кризис, связанный с падением влияния правящей династии и усилением власти шести «сильных родов», тогда как Цинь не был в состоянии нападать на это все еще сильное государство. Вместо этого циньские правители непрерывно расширяли свои границы на западе за счет захвата территорий племен жунов. Следующий поход на восток был совершён царством Цинь через 200 лет.

### Поражения в начале периода Сражающихся царств
За относительно мирное время периода Вёсен и Осеней царство Цинь значительно отстало в развитии от других царств к востоку, где постепенно проводились усиливавшие их мощь политические и экономические реформы, ограничивавшие власть родовой аристократии и соответственно усиливавшие власть правящей династии. В других древнекитайских царствах отношение к Цинь было подозрительным, потому что население Цинь во многом состояло из китаизированных полуварваров, которых считали потомками степных жунов. После распада царства Цзинь наибольшее значение приобрело царство Вэй (魏), во время правления вэйского герцога Вэнь-хоу (魏文侯) это царство было наиболее сильным восточным соседом Цинь. Стратегические заставы Ханьгугуань (函谷关) и Тунгуань (潼关), через которые открывался коридор на запад, были утрачены Цинь в ходе военной кампании, поднятой Вэй. Во главе вэйских войск тогда стоял знаменитый полководец У Ци (吳起) с 413 до н. э. по 409 до н. э., в некоторых битвах на стороне Вэй участвовали также союзные царства Чжао (赵) и Хань (韓). Цинь утратило земли к западу от Хуанхэ.

### Реформы Шан Яна
Ощущая себя отставшими от других царств и осознавая свою слабость по сравнению с ними, правители Цинь после ряда поражений стало искать пути модернизации, которой занялись Сянь-гун (秦獻公) и Сяо-гун (秦孝公). Важнейшую роль в реформировании царства Цинь сыграл Шан Ян (商鞅), сформулировавший теорию и законы управления государством в начале периода Чжаньго. Позднее его теорию доработали Хань Фэй-цзы (韓非) и Шэнь Бухай (申不害), сформулировав, в чём заключается сила государства, теорию власти разработал Шэнь Дао (慎到), это философское течение получило название легизма (法家).
Согласно теории Шан Яна, все люди одинаковы в своих низких стремлениях и даже ради малой выгоды способны на тяжкие преступления. Поэтому для наведения порядка в государстве необходимы строгие законы и суровые наказания даже за небольшие проступки, что именовалось «искоренением наказаний через наказания». Стройный и цельный план Шан Яна был нацелен прежде всего на централизацию управления, рост производства зерна и увеличение военной мощи государства, провозглашенные «Единым». Все остальные занятия, отвлекающие народ от этого — развлечения, торговля, изучение наук, музыка и т. п. были объявлены «паразитами», способствующими ослаблению, а то и гибели государства и фактически подлежали преследованию. В некоторых списках, перечислявших «паразитов государства», в их число были включены даже почитание предков и человеколюбие, то есть самые коренные конфуцианские ценности. Под руководством Шан Яна государство Цинь превратилось в отлаженную машину, в которой были невозможны преступления и бунты, поскольку такие действия карались беспощадно и, как правило, очень жестоко — тогда в Цинь даже смерть приговоренного через обезглавливание считалась легким видом казни! Изготовление оружия в Цинь стало государственной монополией, нарушение которой каралось смертью. Все вооружение для разраставшейся циньской армии отныне производилось в многочисленных государственных мастерских по единому стандарту и клеймилось по месту изготовления. Для полноты государственного контроля как в армии, так и во всей стране была введена система коллективной ответственности, основанная на делении на пять и десять дворов в мирной жизни и на пятерки и десятки воинов в армии. Это заставляло всех циньцев следить за поведением своих соседей в мирной жизни и соратников в армейском подразделении, в котором они служили.(Этот закон Шан Яна оказал огромное влияние на историю Китая и система «пятерок» и «десяток» (шиу), связывающая взаимной ответственностью, породила в дальнейшем систему круговой поруки в деревне (баоцзячжиду), просуществовавшей в разных вариантах до XX в.) Даже за недонесение о нарушениях закона любой подданный Цинь подлежал смертной казни, тогда как за донос о нарушении закона циньский подданный награждался рангом знатности как за совершение воинского подвига.
Для осуществления эффективного бюрократического контроля в Цинь были введены весьма совершенные даже для современности процедуры документооборота, гласившие, что когда делается запрос по какому-либо поводу, его необходимо подать обязательно в письменной форме. Не допускалась передача устных запросов или запросов через третьих лиц. При передаче или получении документов обязательно следовало записать месяц, день и время их получения или отправления. Найденные в ходе археологических раскопок циньские документы подтверждают, что эти процедуры полностью выполнялись.
После реформ Шан Яна в Цинь не допускалось никаких проявлений политической самостоятельности подданных, было запрещено даже одобрение действий правителя, народ был обязан безропотно выполнять законы и указы правителя, но не более того. Даже тех, кто публично одобрял его законы, Шан Ян высылал из столицы в приграничные города, утверждая, что они, посмев высказать своё мнение о законе, уже этим проявили свой мятежный дух. Шан Яном был запрещен под угрозой суровой кары обычай кровной мести, сохранявшийся в это время как пережиток родового строя. Шан Ян упразднил родовую аристократию как сословие, ликвидировав все наследственные привилегии (за исключением царского рода), что являлось настоящей революцией. Им было четко установлено, что социальное положение индивида («ранги знатности») должно определяться только личными достижениями на службе государству. Шан Ян установил 18 (по другим сведениям 20) «рангов знатности», учитывая прежде всего боевые заслуги человека на службе государству, хотя позднее «ранги знатности» стали продаваться государством за взнос в казну больших сумм денег или значительного количества зерна. Он рекомендовал выдвигать в первую очередь тех, кто доказал свою преданность государю на службе в войске.
Для контроля за исполнением указов правителя были учреждены подчиненные только ему инспектора юйши — независимые от официальной администрации блюстители закона, которые в первую очередь следили за действиями циньского чиновничества. В результате администрация, а вместе с ней и вся страна должны были постоянно ощущать на себе строгий взгляд независимых и подбиравшихся из числа неподкупных людей чиновников.
После реформ Шан Яна только военно-служилые люди считались полноправными гражданами; закон запрещал их порабощение. Тот факт, что «ранги знатности» в Цинь давались за отрубленные головы врагов, прекрасно характеризует политику Шан Яна, направленную на создание милитаристской империи. После реформ Шан Яна из-под ног знати была выбита главная её опора — наследственные земельные владения. Циньские «ранги знатности», как и дарованные за воинские заслуги земельные владения, не передавались по наследству, что исключало возникновение нового сословия наследственной аристократии. Все альтернативные способы повышения личного статуса (торговля, искусство, занятие науками и прочие) были объявлены «паразитами государства», числом от шести до двенадцати, и стали фактически преследуемыми.
Шан Яном был принят целый ряд мер для увеличения производства зерна путём поощрения частной инициативы за счёт ослабления сельской общины. Так, пустоши, превращённые кем-либо в поля, становились его частной собственностью. Это само по себе было революционным нововведением, поскольку до этого нигде в Китае земля не была чьей-то собственностью. Распространённые до этого большие семьи, где совместно проживали несколько поколений, подвергались принудительному роспуску. Новый закон гласил, что в том случае, если в доме совместно проживает несколько братьев и они не разделили хозяйство, то с каждого будет браться двойной налог.
Вместо прежнего земельного налога, составлявшего 1/10 часть урожая, Шан Ян ввёл новый налог в соответствии с количеством обрабатываемой земли. Это обеспечило правящему классу Циньского царства ежегодный постоянный доход, не зависящий от сбора урожая. Засухи, наводнения, неурожаи теперь всей тяжестью ложились на земледельцев. Новая система взимания налогов обеспечивала огромные средства, необходимые правителям царства Цинь для ведения захватнических войн. Шан Яном были введены единые для всего царства меры веса и длины. Впоследствии, после объединения Китая царством Цинь, аналогичная реформа была проведена в масштабе уже всего Китая.

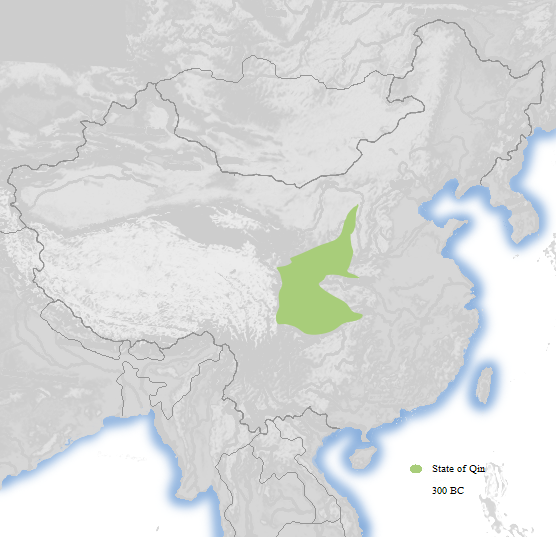
Цинь в Период Сражающихся царств ок.300 г. до н. э.

Так как реформы Шан Яна были суровыми и больно задели интересы родовой аристократии и многих придворных сановников, он приобрёл немало могущественных врагов. Шан Ян настоял на том, чтобы исполнение закона в царстве Цинь стало обязательным для всех, включая и высших лиц государства, за исключением самого царя. Однажды он не по прихоти, но во исполнение закона сурово наказал наставника наследника престола, будущего царя Хуэйвэнь-вана (秦惠文王). Когда его покровитель Сяо-ван умер и его сын Хуэйвэнь-ван пришёл к власти, тогда новый правитель вспомнил старые обиды и Шан Ян был казнен как величайший мятежник и государственный преступник. В соответствии с циньскими законами весь его род в трех поколениях был целиком истреблен. Несмотря на казнь Шан Яна, никто из последующих правителей не отменял его нововведений, поскольку реформы Шан Яна, введя строгие законы и централизованную власть, весьма усилили царство Цинь. Сила царства Цинь привела к тому, что Хуэйвэнь-ван провозгласил себя ваном.
Впоследствии Цинь стало самым могущественным, и постепенно победило все остальные царства, объединив Китай в единой империи.

### Позитивные результаты реформ
В результате кардинальных реформ Шан Яна царство Цинь стало расти и богатеть, военная же мощь Цинь постоянно росла, приобретая угрожающий для окружающих царств масштаб. Циньские цари запускали долгосрочные проекты по строительству дорог, ирригационных каналов, стен для обороны от врагов. В результате реформ возникли мощные государственные программы, привлекалось много рабочих для обеспечения страны и армии продовольствием.
Самым грандиозным проектом, осуществленным царством Цинь, был завершенный в 247 г. до н. э. канал «Чжэн Го» (англ.) длиной в 300 ли (около 150 км). Он строился десять лет и соединил реки Цзинхэ и Лохэ. Этот канал, действующий до сих пор, помог решить важные транспортные задачи, но главное его назначение состояло в том, что он оросил в междуречье Цзинхэ и Лохэ бросовые земли на площади в 40 тыс. цин — 264,4 тыс. га, и «с тех пор земли Гуаньчжуна стали плодоносными и не знающими неурожайных годов».

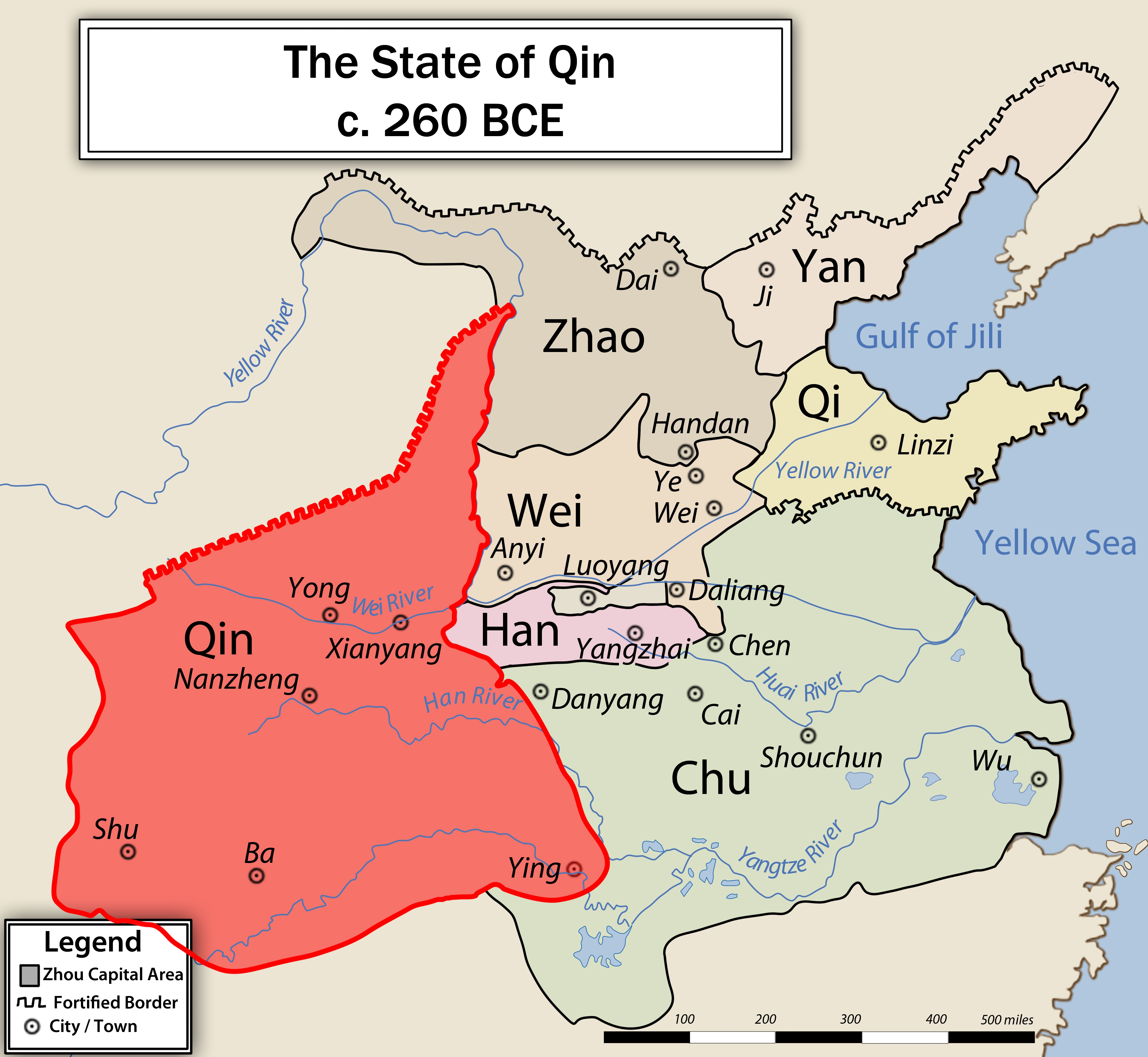
Территория Цинь в Период Сражающихся царств в 260 до н. э.

В 316 до н. э. циньцами были покорены царства Ба (巴) и Шу (蜀) (в современной провинции Сычуань), спрятанные в горах и защищённые от атак других царств. Их плодородные земли и рудные богатства весьма усилили Цинь, а территория царства увеличилась более чем вдвое. Росту циньской экономики также способствовал эффективный полицейский контроль, почти полностью устранивший преступность благодаря беспощадным мерам ко всем преступникам, начиная с мелкого воровства, за что полагалась смертная казнь.
В целях экономического развития правители Цинь также привлекали множество колонистов из центральных княжеств для освоения пустующих земель. Для этого им давали большие льготы: 10 лет безналогового периода для строительства дома и распашки земли, а также освобождение от военной службы на три поколения вперед. Поскольку захваченные у жунов территории были в основном пустыми, земель для новопоселенцев у княжества Цинь хватало, в отличие от центральных княжеств, в особенности «трех Цзинь», которые к этому времени давно уже были перенаселены. Привлекая массу людей из других княжеств, царство Цинь одновременно увеличивало собственный экономический потенциал и уменьшало людские ресурсы соперничающих с ним государств. В «свитках Шан Яна» это вполне обоснованно расценивалось как достижение крупной победы в войне с ними. Там же упоминаются воины из других царств, служившие в циньском войске, хотя условия их приема на циньскую службу не приводятся.
Помимо этого, циньское правительство широко использовало множество способных людей из других царств в качестве администраторов. «Пришлые советники» даже имели в глазах циньского правителя большое преимущество перед коренными циньцами, поскольку они, во-первых, не имея в Цинь сильных родовых связей, находились в полной зависимости от его власти, во-вторых, обладали ценными сведениями о военной и политической обстановке во враждебных государствах, о сильных и слабых сторонах противостоявших Цинь царств. Поэтому в Цинь «пришельцев», несмотря на постоянное раздражение местных уроженцев, довольно часто назначали на самые высокие посты, вплоть до должности первого министра (Шан Ян, Чжан И, Фан Суй, Цай Цзэ, Ли Сы) и старшего начальника циньского войска (Вэй Ляо).
Огромные успехи были достигнуты в армии. Ранее армией руководили аристократы, и в армии господствовали феодальные отношения и при этом родовитые генералы по своим способностям не всегда соответствовали занимаемым постам. Теперь генералами становились выходцы изо всех слоёв общества в зависимости от умения и квалификации, включая даже уроженцев других царств. В войсках царила жестокая дисциплина, для чего был разработан подробно расписанный воинский устав, предусматривавший суровые наказания за его нарушение и невыполнение приказов командиров. По новым циньским законам потерпевшие поражение или сдавшиеся в плен полководцы подлежали смертной казни, а в случае их бегства в другое государство истреблялся весь их род.
Для поддержания боеготовности войска регулярно проводились учения, постоянно совершенствовались тактика и вооружение циньских войск. Для выполнения особо важных задач (например, для захвата стен городов или прорыва вражеских оборонительных линий) были сформированы «ударные части» из арбалетчиков, обладавшие очень высокой по тем временам боеспособностью. Обрушивая на врага град стрел, циньские арбалетчики наносили ему громадные потери и обращали его в бегство. В летописи «Хань шу» (глава «Син фа чжи») говорится, что «циньский Чжао-ван побеждал с помощью „ударных войск“»; в трактате «Сюнь-цзы» отмечено, что «вэйские солдаты не могли справиться с циньскими „ударными войсками“».
Армия выросла до огромных размеров и это была почти постоянно воюющая армия: сама циньская государственная доктрина, сформулированная в «свитках Шан Яна», требовала, чтобы армия должна была постоянно воевать против какого-либо царства хотя бы для сохранения своей боеспособности. В 318 году до н. э. коалиция из пяти царств (Вэй, Чжао, Хань, Янь, Чу [魏, 趙, 韓, 燕, 楚]) была повержена только контратаками Цинь, и потерпела поражение за счёт отсутствия координации — циньцы разбили союзников по частям.
Выгодная позиция вверху реки Янцзы давала Цинь преимущества перед царством Чу, лежащим ниже по реке, позволяя снабжать армии вторжения на судах, вмещавших большое количество продовольственных грузов, а после выгрузки пустые суда вверх по течению тащить было значительно легче.

### Объединение Китая

Экспансия и объединение Китая царством Цинь

## События
- 557 до н. э. Цзинь одержало победу над Цинь.
- 361 до н. э. Сяо-гун взошёл на трон. Шан Ян прибыл ко двору из царства Вэй.
- 356 до н. э. Шан Ян приступил к первой группе реформ.
- 350 до н. э. Шан Ян приступил ко второй группе реформ.
- 338 до н. э. Умер Сяо-гун, на трон взошёл Хуэйвэнь-ван и казнил Шан Яна.
- 316 до н. э. Цинь захватило царства Шу и Ба, присоединив их территории.
- 293 до н. э. состоялась крупная битва при Ицюэ, в которой царство Цинь одержало победу над соединенными силами Хань и Вэй. После этой битвы Вэй и Хань заметно ослабли, открыв путь к доминированию царства Цинь.
- 278 до н. э. царство Цинь атаковало царство Чу и заняло его столицу город Ин[англ.], царь Чу переместился в Шоучунь. Могущество царства Чу пошатнулось, однако через 50 лет Чу снова представляло собой серьёзную силу и пыталось организовывать сопротивление против Цинь.
- 260 до н. э. состоялась битва при Чанпине, в которой столкнулись Цинь и Чжао, при этом Чжао потерпело страшное поражение. Войско Чжао было окружено и после 46-дневной голодной блокады было вынуждено капитулировать. Циньский полководец Бай Ци вопреки своему обещанию сохранить жизнь пленным приказал казнить все 400 тысяч сдавшихся чжаоских ратников, заживо закопав их в землю. Войну тяжело перенесли обе стороны, но Чжао, лишившись всего мужского трудоспособного населения, так и не смогло восстановить свои силы.
- 255 до н. э. Цинь свергло династию Чжоу, захватив царские регалии и девять треножников. Последний чжоуский правитель Нань-ван был свергнут и убит, население бежало на восток. Знать Ци провозгласила наследником престола Хуэй-вана, сына убитого правителя. Хуэй-ван в течение пяти лет пытался сопротивляться циньским захватчикам, но безуспешно.
- 249 до н. э. Цинь окончательно уничтожило домен Сына Неба (Чжоу), превратив его территорию в обычный циньский уезд.
- 247 до н. э. Цинь Шихуан восходит на трон.
- 230 до н. э. Цинь завоевало Хань.
- 228 до н. э. Цинь завоевало Чжао.
- 225 до н. э. Цинь завоевало Вэй.
- 223 до н. э. Цинь завоевало Чу.
- 222 до н. э. Цинь завоевало Янь.
- 221 до н. э. Цинь завоевало Ци. С этого момента все царства были побеждены, и Китай объединился, утвердилась империя Цинь.

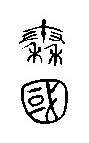
秦国 — Царство Цинь
(Цзиньвэнь, ок. 800 до н. э.)

## Правители
В соответствии с Историческими Записками Сыма Цяня.

### Род Цинь
- Да-е.
- Да-фэй (Бо-и), современник Юя.
- Да-лянь.

…
- Чжун-янь, праправнук Да-ляня.

…
- Чжун Цзюэ, праправнук Чжун-яня.
- Фэй-лянь, сын.
- Э-лай, сын. Служил иньскому Чжоу-синю.
- Жу-фан.
- Пан-гао.
- Тай-цзи.
- Да-ло.
- Фэй-цзы (Цинь-ин), служил Сяо-вану.
- Цинь-хоу. 857—848 до н. э.
- Гун-бо. 847—845 до н. э.
- Цинь-чжун (秦仲) . 844—822 до н. э.

### Княжество Цинь
- Чжуан-гун (莊公). 821—778 до н. э.
- Сян-гун (襄公), младший сын. 777—766 до н. э.
- Вэнь-гун (文公). 765—716 до н. э.
- Нин-гун (寧公). 715—704 до н. э.
- Чу-цзы (出子) (гун). 703—698 до н. э. Чуский принц — узурпатор, не получил посмертного титула гуна.
- У-гун (武公). 697—678 до н. э.
- Дэ-гун (德公). 677—676 до н. э.
- Сюань-гун (宣公). 675—664 до н. э.
- Чэн-гун (成公). 663—660 до н. э.
- Му-гун (穆公) Жэньхао (任好), 659—621 до н. э.
- Кан-гун (康公) Ин (罃). 620—609 до н. э.
- Гун-гун (共公), Дао (稻), . 608—604 до н. э.
- Хуань-гун (桓公), Жун (榮), . 603—577 до н. э.
- Цзин-гун (景公) Хоу (後). 576—537 до н. э.
- Ай-гун (哀公). 536—501 до н. э.
- Хуэй-гун (惠公) . 500—491 до н. э.
- Дао-гун (悼公). 490—477 до н. э.
- Ли Гун-гун (厲公). 476—443 до н. э.
- Цзао-гун (躁公) Цы (刺), . 442—429 до н. э.
- Хуай-гун (懷公). 428—425 до н. э.
- Лин-гун (靈公), Су (肅), 424—415 до н. э.
- Цзянь-гун (簡公) Дао-цзы. 414—400 до н. э.
- Хуэй-гун (惠公). 399—387 до н. э.
- Чу-гун (出公). 386—385 до н. э.
- Сянь-гун (獻公) Ши Си (師隰). 384—362 до н. э.
- Сяо-гун (孝公), Цюй-лян. 361—338 до н. э.

### Цари (ваны) и императоры Цинь
| Титул / посмертное имя                       | Фамильное имя                         | Период правления          |
| -------------------------------------------- | ------------------------------------- | ------------------------- |
| Имя в литературе : Циньский + посмертное имя |                                       |                           |
| Вэнь-ван (惠文王 Huiwen) (Хуэйвэнь-цзюнь)    | Ин Сы(嬴駟 yíng si)                   | 337 до н. э.-311 до н. э. |
| У-ван (武王 Wu)                              | Ин Дан(嬴蕩 yíng dang)                | 310 до н. э.-307 до н. э. |
| Чжаосян-ван (昭襄 Zhāoxiāng)                 | Ин Цзэ(嬴則 yíng zé или 嬴稷 yíng jì) | 306 до н. э.-250 до н. э. |
| Сяовэнь-ван (孝文 Xiàowén)                   | Ин Чжу(嬴柱 yíng zhù)                 | 250 до н. э.              |
| Чжуансян-ван (莊襄 Zhuāngxiāng)              | Ин Цзычу(嬴子楚 yíng zi chǔ)          | 249 до н. э.-247 до н. э. |
| Цинь Ши-хуанди (始皇帝 Shǐ Huángdì)          | Ин Чжэн (嬴政 yíng zhèng)             | 246 до н. э.-210 до н. э. |
| Эрши-хуанди (二世皇帝 Èr Shì Huángdì)        | Ин Хухай(嬴胡亥 yíng hú hài)          | 209 до н. э.-207 до н. э. |
| Цзыин (秦王子嬰 qín wáng zi yīng)            | Ин Цзыин (嬴子嬰 yíng zi yīng)        | 207 до н. э.              |